# 3C 186
3C 186 é um buraco negro supermassivo localizado cerca de 8 bilhões de anos-luz da Terra na constelação de Lynx..